# Argynnis adippe
Argynnis adippe é uma espécie de insetos lepidópteros, mais especificamente de borboletas pertencente à família Nymphalidae.
A autoridade científica da espécie é Denis & Schiffermüller, tendo sido descrita no ano de 1775.
Trata-se de uma espécie presente no território português.

## Descrição

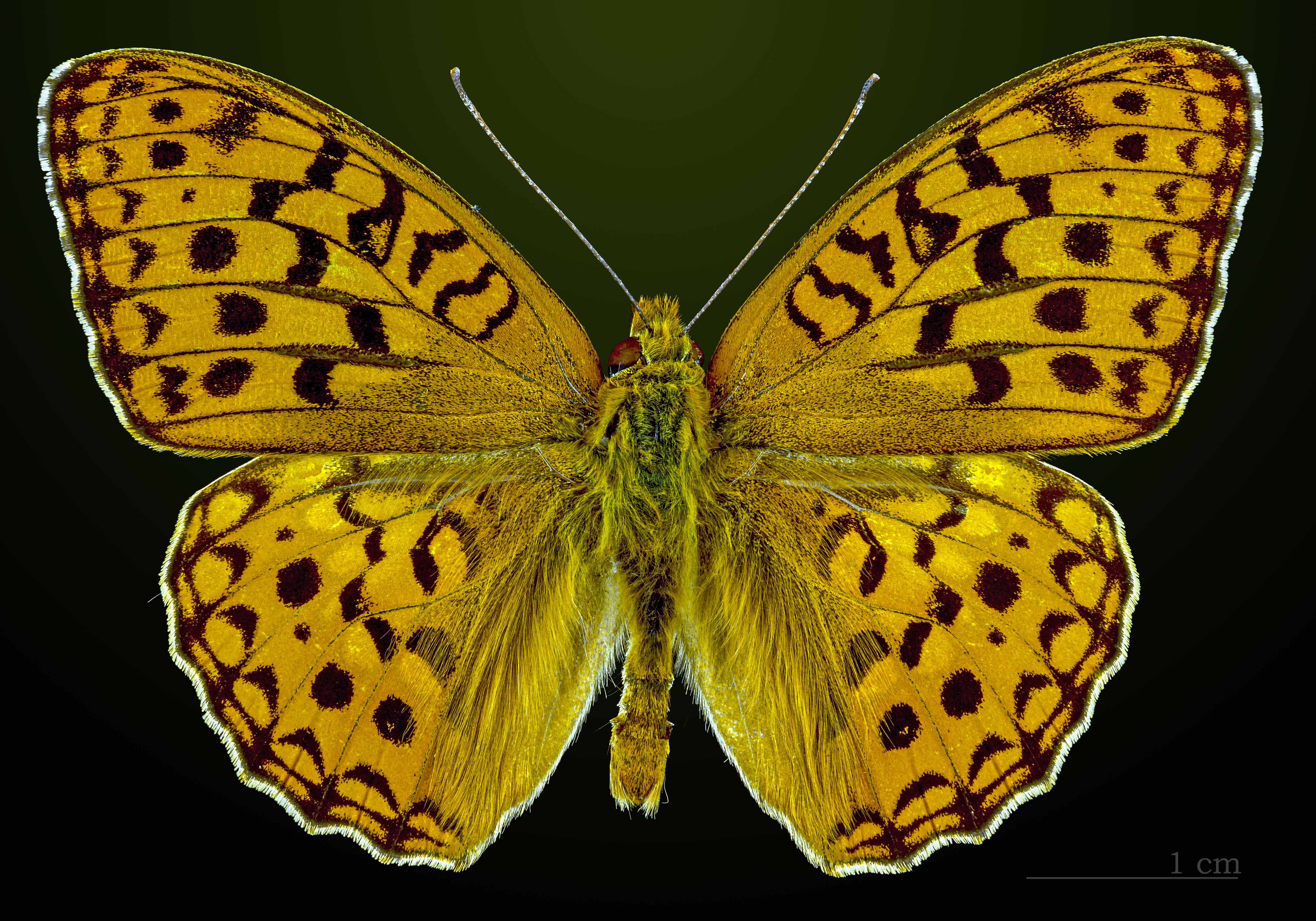
Argynnis adippe
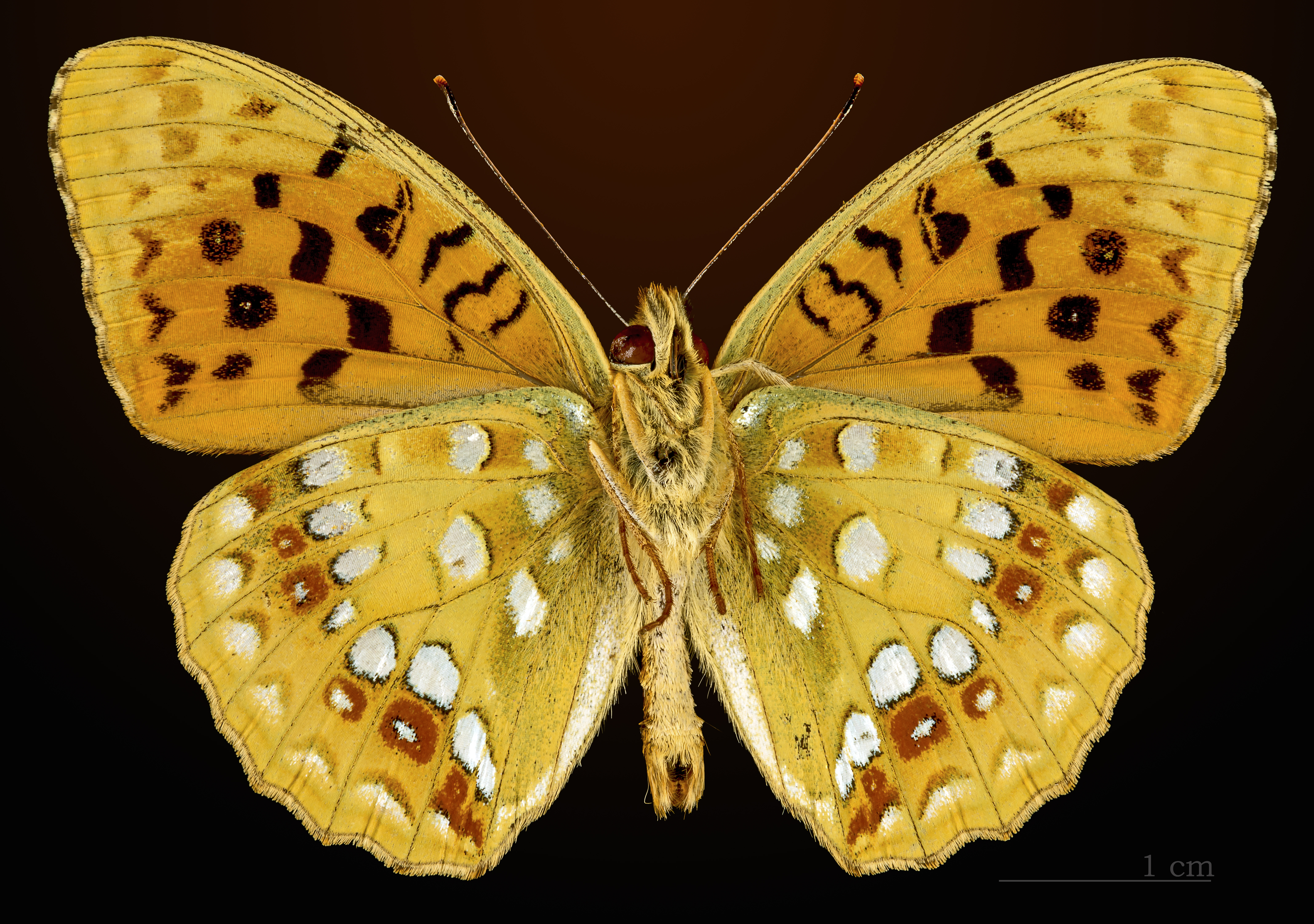
△ Argynnis adippe